# GEOTAIL
GEOTAIL är en japansk satellit för magnetosfärforskning, framför allt utforskandet av magnetosvansen. GEOTAIL sändes upp den 24 juli 1992. Banan nådde ursprungligen så långt bak i magnetosvansen som 220 jordradier, men justerades efter några år till att ligga mellan 10 och 30 jordradier.
Efter att flera av satellitens instrument slutat att fungera, valde man att stänga av satelliten den 28 november 2022.